# آتش‌بازی

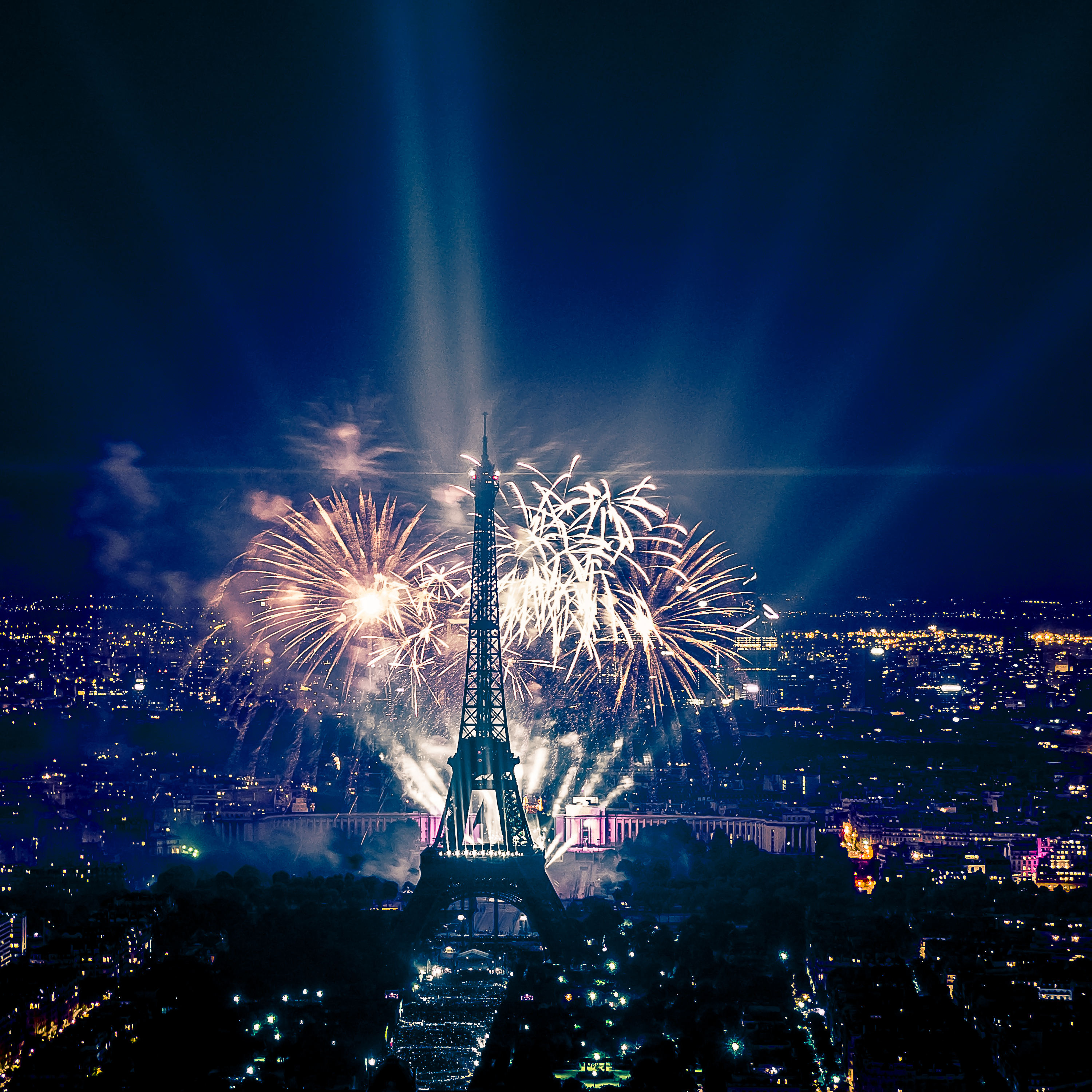
آتش‌بازی در برابر برج ایفل

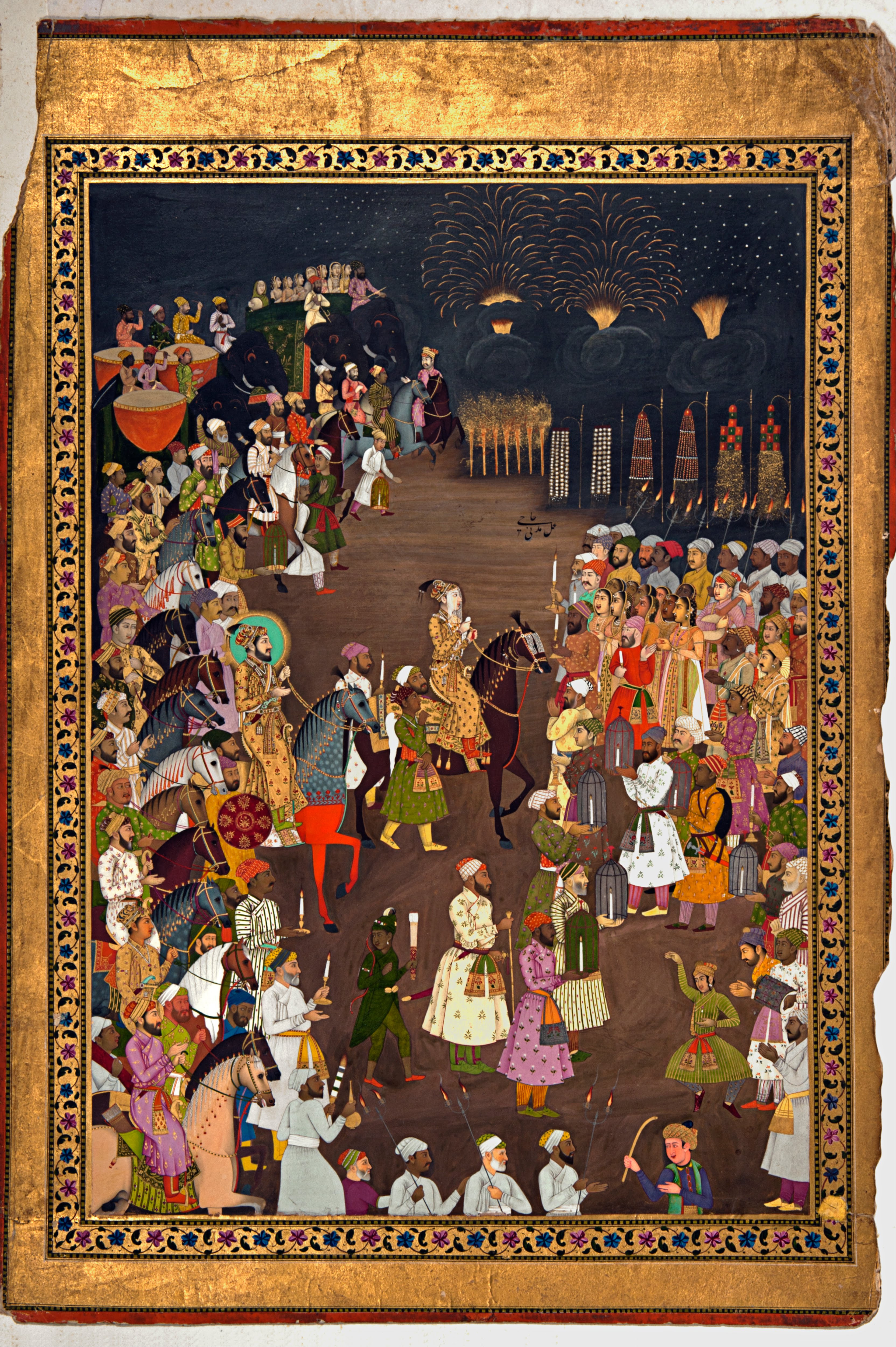
ولیمه عروسی محمد داراشکوه، نام مینیاتوری است متعلق به سده ۱۸ میلادی که ولیمه عروسی شاهزاده محمد داراشکوه، پسر ارشد شاه جهان و ملکه ممتاز محل را در حین مراسم آتش‌بازی به‌تصویر کشیده‌است.

آتش‌بازی کاری تفریحی و نمایشی است که در برخی از کشورها در جشنها و شادمانی‌ها انجام می‌گیرد.
در ساختن ابزار آتش‌بازی، مواد منفجره ضعیف به کار می‌رود.
در برخی از کشورها مسابقات آتش‌بازی برگزار می‌شود و سازندگان و طراحان فشفشه می‌کوشند که با ایجاد شکل‌های ابتکاری و ترکیب رنگ‌ها و جلوه‌های ویژه انفجارهای تماشایی و نوینی بیافرینند.

## تاریخچه
آتش‌بازی در چین پیشینه زیادی دارد و گواهی از آن در آثار مربوط به سلسله هان (پیش از میلاد مسیح) در دست است. مردم چین در اصل اعتقاد داشتند که آتش بازی می‌تواند ارواح شیطانی را بیرون ببرد و شادی را به ارمغان بیاورد.
چینی‌ها اولین مردمانی بودند که در قرن هفتم میلادی توانستند باروت و مواد آتش بازی را اختراع کنند.
در ایران آتش‌بازی‌هایی از سوی نهادهای حکومتی و شهرداریها در عیدها و مراسم‌های ملی و جشن‌های رسمی و مذهبی انجام می‌گیرد. در چهارشنبه سوری نیز مردم خود به آتش‌بازی می‌پردازند.
در سفرنامه ی ژان باتیست تاورنیه، بازرگان فرانسوی که در دوران صفویان داد و ستد میکرد، آمده است که در جشنهای بر تخت نشستن پادشاهان صفوی در میدان شاه اسپهان، موسقی مینواختند و آتش بازی میکردند.
در طول زمان هنر آتش‌بازی پیشرفت زیادی داشته‌است امروزه با استفاده از گرد منیزیم و آلومینیوم و دیگر فلزات نورهای رنگی خیره‌کننده‌ای در آتش بازی‌ها ایجاد می‌کنند.

## انواع آتش بازی
اصولاً لوازم آتش بازی به ۲ دسته زمینی و هوایی تقسیم می‌شوند.

### آتش بازی زمینی
آتش بازی زمینی نیز دو نوع آتش بازی گرم و آتش بازی سرد را در بر می‌گیرد.
در آتش بازی گرم از فیتیله و گوگرد استفاده می‌شود و سوختن آن‌ها باعث تولید نور می‌شود. در این نوع از آتش بازی گرمای بالای آن باعث سوختن اجسام نزدیک آتش می‌شود، برگزار کنند باید خیلی محتاطانه این کار را انجام دهند.
اما در آتش بازی سرد با استفاده از ابزار الکتریکی باعث اجرای این نوع لوازم آتش بازی می‌شوند و به دلیل استفاده از یک نوع ترکیب خاص دارای گرمای بسیار کمتری هستند و در نتیجه هیچ آسیبی به اجسام اطراف خود نمی‌رسانند.

### آتش بازی هوایی
آتش بازی هوایی شامل انواع توپ‌های باز شو که از طریق لوله‌های مخصوص که اصطلاحاً لانچر گفته می‌شوند به بالا هدایت شده و با توجه به نوع توپ در ارتفاع مشخصی منفجر و ترکیبی از نور و آتش ایجاد می‌کنند. این نوع آتش بازی معمولاً به‌صورت تکی (یک توپ و لانچر) یا یک بسته سری با تعداد مشخص (۱۰ عدد توپ به بالا) که با استفاده از یک فیتیله تکی روشن و به‌صورت پشت سر هم به هوا هدایت شده و مانند نوع قبلی ایجاد ترکیبی از نور و آتش می‌کنند.

## وسایل آتش بازی

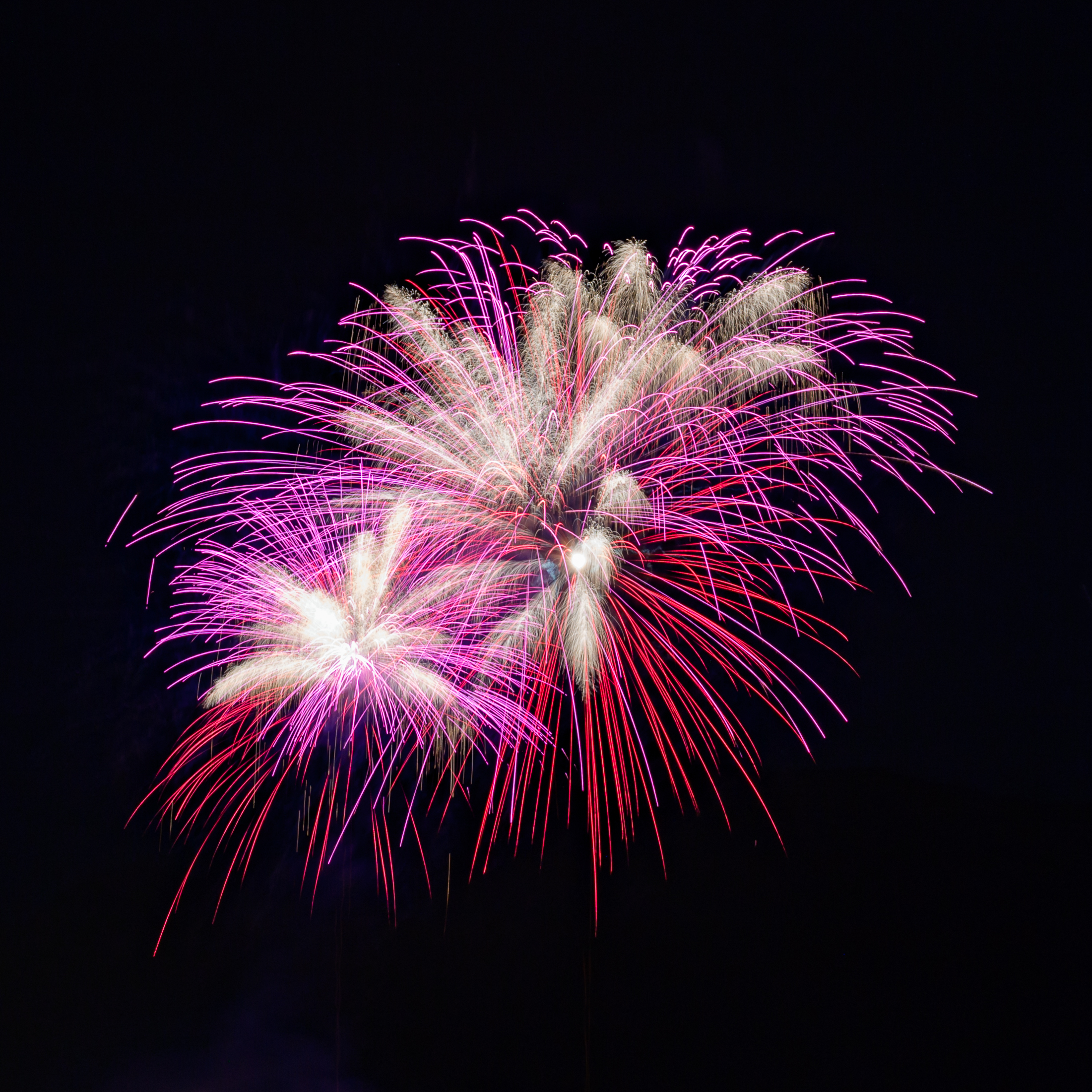
نگاره‌ای از آتش‌بازی در انسی، فرانسه

وسایل آتش بازی چهار جلوه اصلیِ صدا، نور، دود و مواد شناور را به صورت زمینی و هوایی ایجاد می‌کنند. وسایل آتش بازی برای سوزاندن با شعله‌های رنگین و جرقه‌های قرمز، نارنجی، زرد، آبی، بنفش و نقره ای طراحی می‌شوند. مراسم آتش بازی در سراسر جهان رایج است و در بسیاری از مراسمات فرهنگی و جشن‌ها مورد استفاده قرار می‌گیرد.

### وسایل آتش بازی زمینی
از وسایل آتش بازی زمینی می‌توان به آبشارهای گرم و سرد، چرخونک، فرفره و فلاشر اشاره نمود.

#### وسایل آتش بازی سرد
از وسایل آتش بازی سرد می‌توان آبشارهای سرد برقی را نام برد که با استفاده ابزار الکتریکی مورد استفاده قرار می‌گیرند.

#### وسایل آتش بازی گرم
از وسایل آتش بازی گرم می‌توان آبشارهای گرم را نام برد که ویژگی‌ها و انواع مختلفی مانند حجم نورافشانی، ارتفاع و زمان سوزش دارند. و برخی نیز جلوه‌های بصری متفاوت و خاصی دارند که می‌توانند زیبایی بی نظیری به مراسمات و جشن‌ها بدهند.

### وسایل آتش بازی هوایی
از وسایل آتش بازی هوایی می‌توان به منور، کهکشان، چلچه، موشک و لانچر اشاره نمود که هر کدام زیبایی و اشکال خاصی از نورافشانی را ارائه می‌دهند. آتش بازی هوایی در فضای باز کاربرد دارد.

## نگارخانه

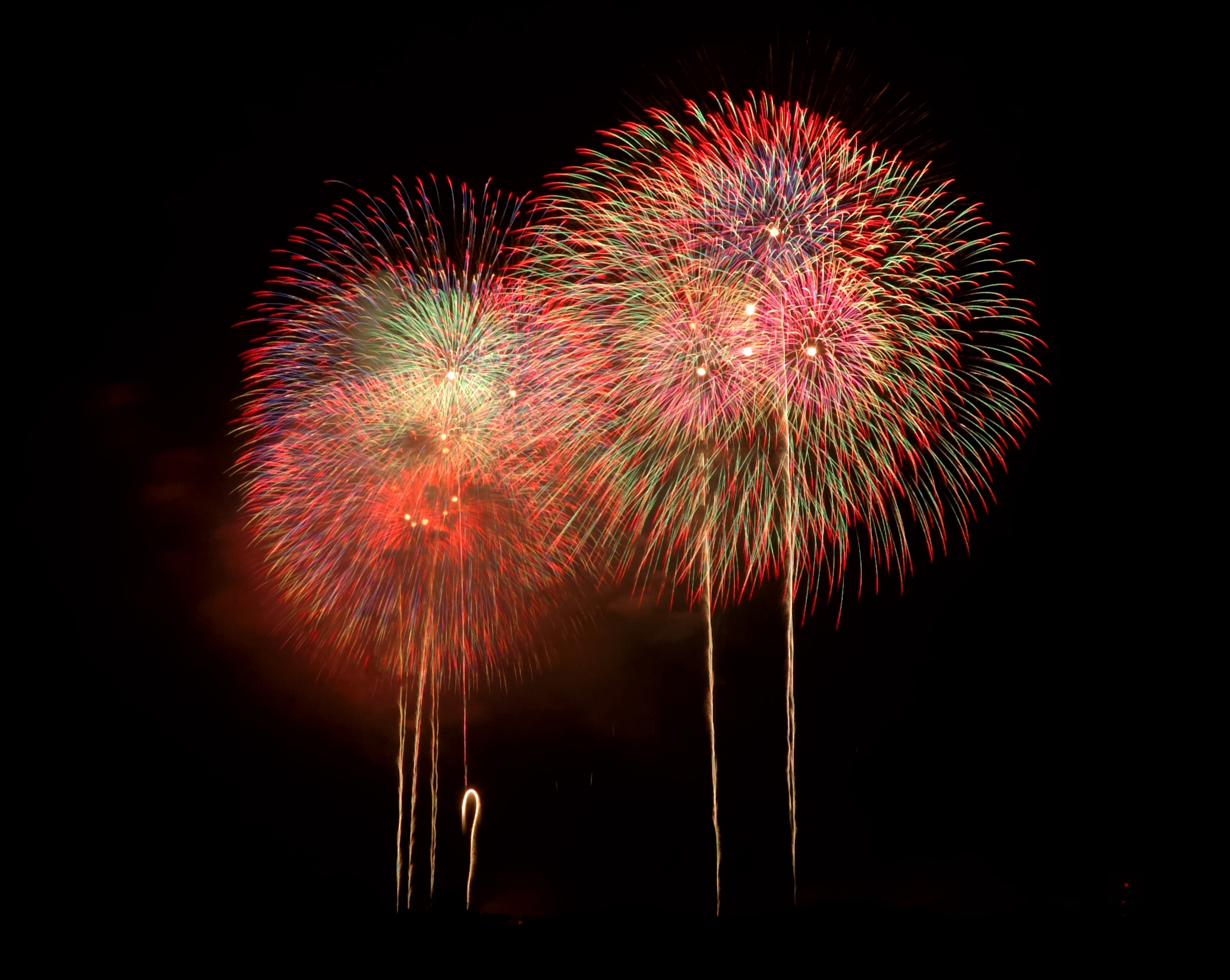
آتش بازی در شهر ناگائوکا، نیگاتا
- ویدئویی از یک آتش بازی از نمای نزدیک
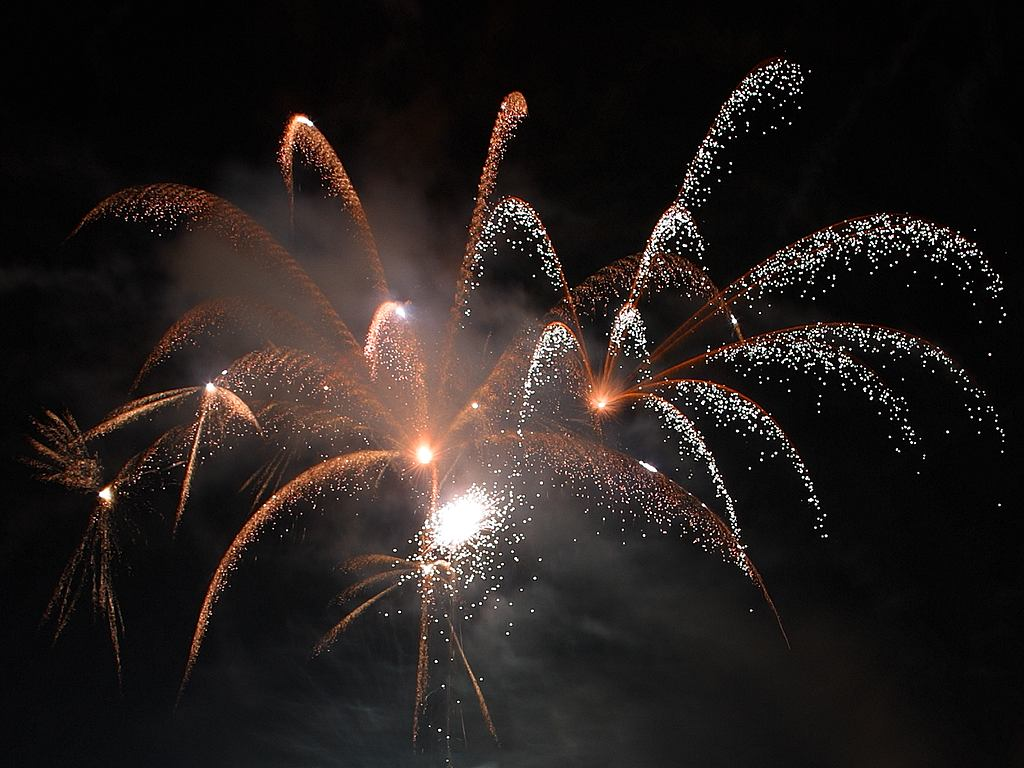
آتش‌بازی سال نو در سی‌پورت ویلج، کالیفرنیا آمریکا
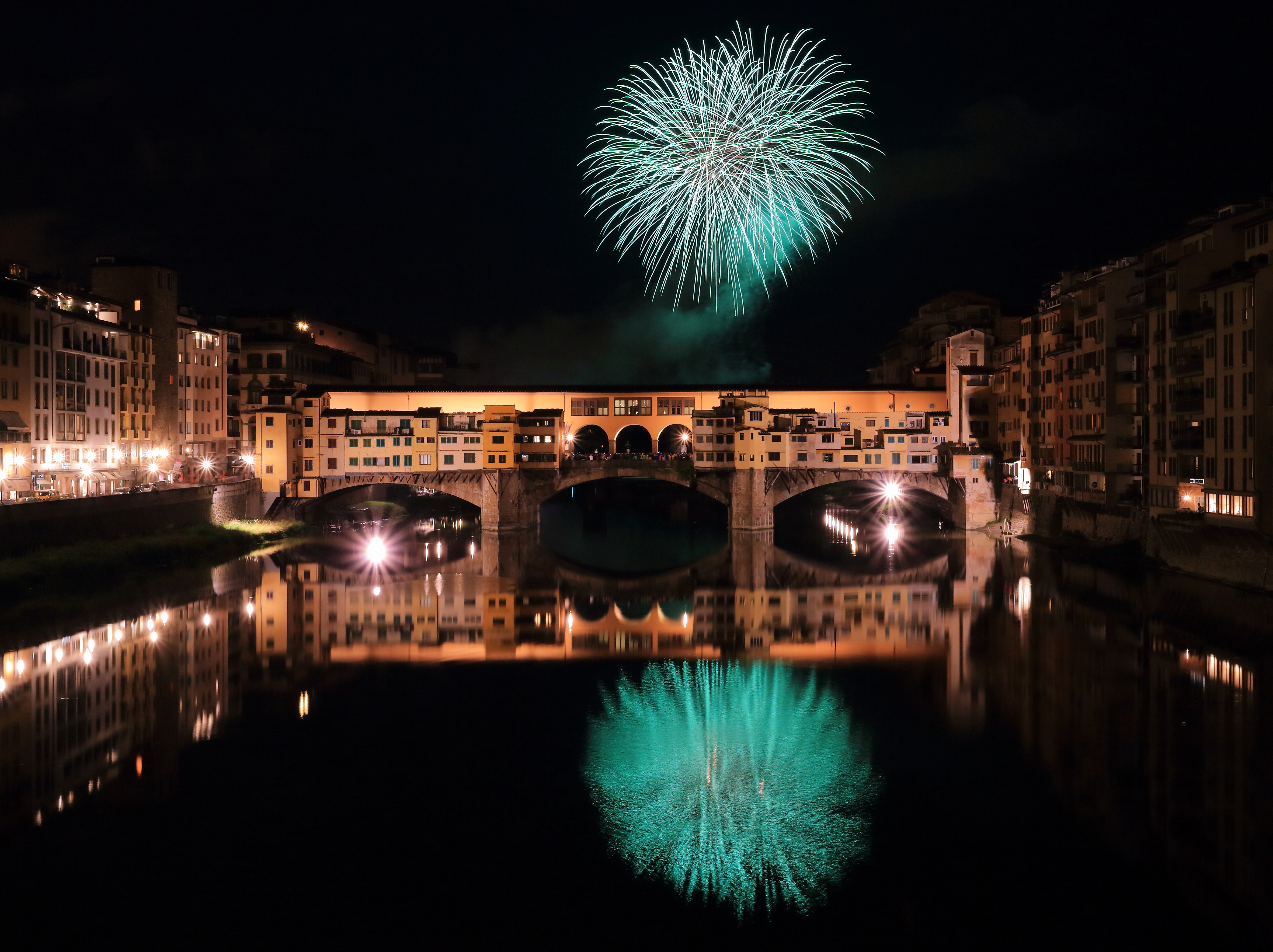
آتش‌بازی بر روی پُل قرون‌وسطایی پونته وکیو در فلورانس، ایتالیا